# Raadhoven
Raadhoven is een monumentaal landhuis langs de rivier de Vecht in het Nederlandse dorp Maarssen.
Het landhuis aan de Herengracht is gebouwd in de 17e eeuw aan de rand van de dorpskern. Het Hollands classicistisch vormgegeven gebouw is voorzien van een uitspringende middenpartij in de voorgevel. Oorspronkelijk was het gebouw uitgevoerd met een voor- en achterhuis, die al vroeg zijn samengevoegd. Het interieur bevat onder meer plafondschilderingen uit de beginperiode. Het gebouw kent ten opzichte van de andere bebouwing aan de Herengracht een teruggetrokken ligging zodat een voorplaats/tuin kon ontstaan. Aan de Vechtzijde bevindt zich een grensafscheiding in de vorm van diverse hekken zoals een ijzeren toegangshek met stenen pijlers. Het diepe smalle tuingebied achter het gebouw is rond 1980 bebouwd met enkele tientallen woningen